# Rue Bonaparte
Rue Bonaparte är en gata i Quartier Saint-Germain-des-Prés och Quartier de l'Odéon i Paris 6:e arrondissement. Rue Bonaparte, som börjar vid Quai Malaquais 7 och slutar vid Rue de Vaugirard 58, är uppkallad efter Napoleon Bonaparte (1769–1821), Frankrikes kejsare.
Målaren André Derain (1880–1954) bodde vid Rue Bonaparte från 1910 till 1928.

## Omgivningar
- Saint-Sulpice
- Fontaine Saint-Sulpice
- Rue Saint-Sulpice
- Fontaine de la Paix et des Arts
- Saint-Germain-des-Prés
- Chapelle des Petits-Augustins (Chapelle de l'École nationale supérieure des beaux-arts)
- Saint-François-Xavier

## Bilder
| - Napoleon Bonaparte. - Saint-Sulpice. - Området kring kyrkan Saint-Sulpice. Utsnitt från Truschets och Hoyaus karta över Paris från år 1552. - Fontaine de la Paix et des Arts. - Chapelle des Petits-Augustins. |

## Kommunikationer
- Tunnelbana – linje  – Saint-Sulpice
- Tunnelbana – linje  – Saint-Germain-des-Prés
- Tunnelbana – linje  – Mabillon
- Busshållplats Saint-Germain-des-Prés – Paris bussnät, linje 39

### Webbkällor
- ”Rue Bonaparte”. Mairie de Paris. http://www.v2asp.paris.fr/commun/v2asp/v2/nomenclature_voies/Voieactu/1093.nom.htm. Läst 13 mars 2021.
- ”Rue Bonaparte”. Les rues de Paris. https://www.parisrues.com/rues06/paris-06-rue-bonaparte.html. Läst 13 mars 2021.